# Бракенхајм
Бракенхајм (њем. Brackenheim) град је у њемачкој савезној држави Баден-Виртемберг. Једно је од 46 општинских средишта округа Хајлброн. Према процјени из 2010. у граду је живјело 15.301 становника. Посједује регионалну шифру (AGS) 8125013.

## Географски и демографски подаци
Бракенхајм се налази у савезној држави Баден-Виртемберг у округу Хајлброн. Град се налази на надморској висини од 192 метра. Површина општине износи 45,8 km². У самом граду је, према процјени из 2010. године, живјело 15.301 становника. Просјечна густина становништва износи 334 становника/km².

## Међународна сарадња
| Мјесто               | Држава    | Врста сарадње | Од    |
| -------------------- | --------- | ------------- | ----- |
|                      | Француска | партнерство   | 1962. |
|                      | Пољска    | пријатељство  | 2001. |
| Кастањоле деле Ланце | Италија   | партнерство   | 1996. |
| Шарне ле Макон       | Француска | партнерство   | 1978. |
| Извор                |           |               |       |